# Główna Biblioteka Lekarska im. Stanisława Konopki

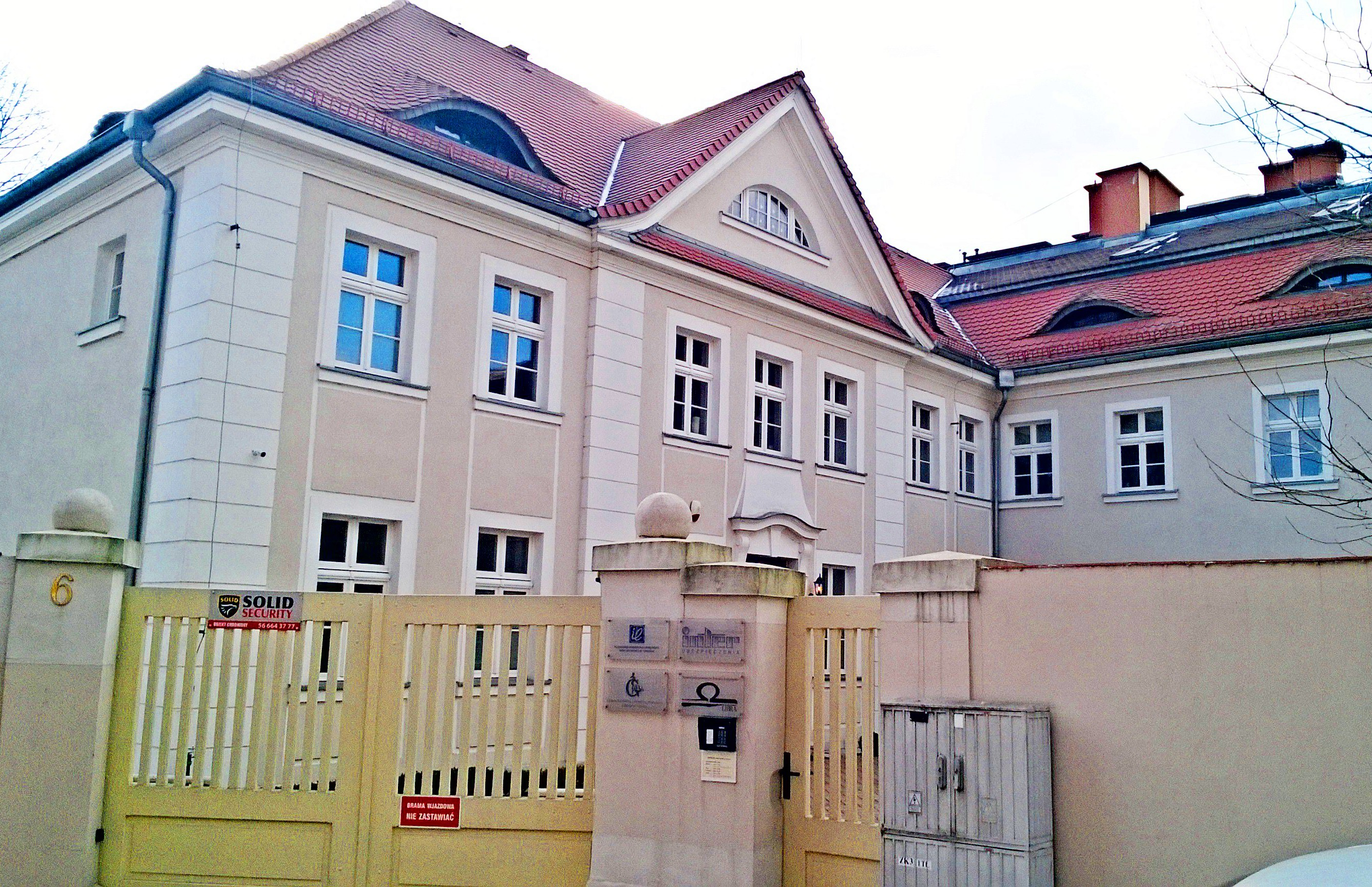
Oddział Biblioteki Lekarskiej w Toruniu

Główna Biblioteka Lekarska im. Stanisława Konopki – specjalistyczna biblioteka naukowa założona w 1945 w Warszawie z inicjatywy Stanisława Konopki; państwowa instytucja kultury, podlegająca Ministerstwu Zdrowia.

## Opis
Biblioteka ma na celu gromadzenie całości polskiej literatury z dziedziny medycyny i nauk pokrewnych oraz najważniejszych pozycji światowej literatury medycznej. Jej twórcą i pierwszym dyrektorem był Stanisław Konopka. Ilość oddziałów terenowych Biblioteki jest zmienna i zależy od Ministra Zdrowia. W roku 2024 ma GBL posiadał 16 oddziałów terenowych, natomiast po zmianach oraz reorganizacjach w 2025 liczba ta wynieść ma 17. Prowadzi działalność wydawniczą – w latach 1945–1965 wydawano Polską Bibliografię Lekarską, w latach 1952–2002 (z przerwą w latach 1979–1983) ukazywał się „Biuletyn Głównej Biblioteki Lekarskiej”. Periodyk został wznowiony w 2016 roku i ukazuje się odtąd jako półrocznik. Znajdują się w nim publikacje i informacje naukowe ze wszystkich dziedzin medycyny i nauk pokrewnych, ze szczególnym uwzględnieniem dorobku badawczego młodych przedstawicieli służby zdrowia, ale także bibliotekoznawstwa i historii. W 2024 Biuletyn został wpisany na ministerialną listę czasopism punktowanych i za opublikowanie artykuły w tym periodyku autor może otrzymać 20 punktów. 
W 2025 roku wyodrębnione zostało nowe czasopismo, „Biuletyn Głównej Biblioteki Lekarskiej. Historia”, w którym ukazują się artykuły dotyczące historii medycyny. 27 marca 2025 w budynku Działu Starej Książki Medycznej (dawny Dział Zbiorów Specjalnych) odbyła się oficjalna inauguracja czasopisma.
W Dziale Starej Książki Medycznej (dawny Dział Zbiorów Specjalnych), mieszczącym się przy ul. Jazdów 1A, są gromadzone, przechowywane, opracowywane i udostępniane zbiory z zakresu historii nauk medycznych.
W sierpniu 2011 roku ukazało się obwieszczenie Ministra Zdrowia, w którym przedstawiono zamiar podziału GBL na dwie instytucje – Główną Bibliotekę Lekarską i Narodowe Muzeum Nauk Medycznych, utworzone na podstawie Zbiorów Specjalnych GBL. Planu tego nie zrealizowano z powodu braku zaopiniowania przez Ministra Kultury i Dziedzictwa Narodowego statutu mającego powstać muzeum.

## Dyrektorzy
- Stanisław Konopka 1945–1970
- Feliks Widy-Wirski 1971–1981
- Janusz Kapuścik 1981–1999
- Aleksander Tulczyński 2000–2011
- Wojciech Giermaziak 2011–2024
- Feliks Orchowski (p.o.) od 2024

## Struktura[15]
- Dyrekcja Głównej Biblioteki Lekarskiej
  - Zastępca Dyrektora ds. Organizacyjnych
    - Dział Administracji
    - Dział Techniczny, IT i usług Reprograficznych
    - Dział Obsługi Czytelnika
    - Dział Budowy Księgozbioru
    - Dział Starej Książki Medycznej (Cyfrowe Muzeum Medycyny)
    - Centrum Informacji Medycznej
    - Oddziały terenowe

  - Sekretariat Dyrektora
  - Gł. Specjalista ds. Szkoleń i Edukacji
  - Gł. Specjalista ds. Rozwoju i Komercjalizacji
  - Gł. Księgowy
    - Dział Księgowości
      - Dział Inwentaryzacji

    - Dział Zarządzania Zasobami Ludzkimi i BHP

- Kolegium GBL
- Rada Naukowa GBL

## Oddziały
Na podstawie zarządzenia Ministra Zdrowia oddziały Głównej Biblioteki Lekarskiej zlokalizowane są w 16/17 miastach:
- Bielsko-Biała − 1992
- Ciechanów − 2005
- Częstochowa − 1984
- Elbląg − 1990
- Gdańsk - 2025
- Gorzów Wielkopolski − 1990
- Kalisz - 1981–2005 i ponownie od 2022[17]
- Katowice − 1955
- Kielce − 1955
- Koszalin - od 1961
- Opole - 1963
- Piotrków Trybunalski
- Radom − 1991
- Rzeszów
- Bydgoszcz - 2025 (przeniesiony z Torunia)
- Zielona Góra − 1984
- Nowy Sącz - 2025

Wcześniej oddziały umiejscowione były:
- Toruń − 1990 - 2025
- Słupsk - do 2024
- Biała Podlaska - 2016 - 2022
- Olsztyn
- Bełchatów - 2001 - 2019